# Bactrocera nigrofemoralis
Bactrocera nigrofemoralis
 es una especie de insecto díptero que Tsuruta y White describieron científicamente por primera vez en 2001. Esta especie pertenece al género Bactrocera de la familia Tephritidae. 